# Крылов, Фёдор Михайлович
Фёдор Миха́йлович Крыло́в (21 января 1915 года, д. Чернышово, Рязанская губерния — 1 декабря 1977 года, Касимов, Рязанская область) — Герой Советского Союза, старшина.

## Биография
Окончил семилетнюю школу, работал штукатуром, наборщиком в типографии.
В 1936 году призван в РККА, служил в Петрозаводском гарнизоне, участник советско-финской войны (1939—1940).
После демобилизации работал в издательстве в Петрозаводске.
В начале Великой Отечественной войны вновь призван в армию, служил в 536-м стрелковом полку 114-й стрелковой дивизии 7-й армии. В 1942 году принят в члены ВКП(б).
В июне-июле 1944 года в ходе Свирско-Петрозаводской операции, в составе 7-й стрелковой роты, неоднократно, под сильным артиллерийско-миномётным и пулемётным огнём противника, личным примером увлекал за собой бойцов в атаки на вражеские траншеи и обеспечивал удержание плацдарма роты.
За мужество и героизм, проявленные в боях, за образцовое выполнение боевых заданий командования, указом Президиума Верховного Совета СССР от 21 июля 1944 года старшине Крылову Ф. М. присвоено звание Героя Советского Союза с вручением ордена Ленина и медали «Золотая Звезда» (№ 4414).
После окончания войны проживал в Касимове, работал заведующим типографией.
Умер и похоронен в Касимове.

## Память
- В Касимове именем Ф. М. Крылова названа улица.
- В Петрозаводске портрет Ф. М. Крылова установлен в Галерее Героев Советского Союза.